# Второй кабинет Мицотакиса
Второй кабинет Мицотакиса (греч. Κυβέρνηση Κυριάκου Μητσοτάκη) — однопартийное правительство Греции, сформированное 27 июня 2023 года премьер-министром Кириакосом Мицотакисом, лидером партии «Новая демократия» после её победы на парламентских выборах 25 июня. Сменило техническое правительство под руководством премьер-министра Иоанниса Сармаса, целью которых являлось проведение выборов. Кириакос Мицотакис принёс присягу 26 июня, правительство Мицотакиса принесло присягу 27 июня.

## Состав
| Пост                                                                             | Имя                   | Период полномочий   | Партия             |
| -------------------------------------------------------------------------------- | --------------------- | ------------------- | ------------------ |
| Премьер-министр                                                                  | Кириакос Мицотакис    | с 26 июня 2023 года | «Новая демократия» |
| Министр национальной экономики и финансов                                        | Костис Хадзидакис     | с 27 июня 2023 года | «Новая демократия» |
| Министр иностранных дел                                                          | Йоргос Герапетритис   | с 27 июня 2023 года | «Новая демократия» |
| Министр национальной обороны                                                     | Никос Дендиас         | с 27 июня 2023 года | «Новая демократия» |
| Министр внутренних дел                                                           | Ники Керамеос         | с 27 июня 2023 года | «Новая демократия» |
| Министр образования, по делам религий и спорта                                   | Кириакос Пиерракакис  | с 27 июня 2023 года | «Новая демократия» |
| Министр здравоохранения                                                          | Михалис Хрисохоидис   | с 27 июня 2023 года | «Новая демократия» |
| Министр инфраструктуры и транспорта                                              | Христос Стайкурас     | с 27 июня 2023 года | «Новая демократия» |
| Министр окружающей среды и энергетики                                            | Теодорос Скилакакис   | с 27 июня 2023 года | «Новая демократия» |
| Министр развития                                                                 | Костас Скрекас        | с 27 июня 2023 года | «Новая демократия» |
| Министр труда и социального страхования                                          | Адонис Георгиадис     | с 27 июня 2023 года | «Новая демократия» |
| Министр защиты граждан                                                           | Нотис Митаракис       | с 27 июня 2023 года | «Новая демократия» |
| Министр юстиции                                                                  | Йоргос Флоридис       | с 27 июня 2023 года | беспартийный       |
| Министр культуры Греции                                                          | Лина Мендони          | с 27 июня 2023 года | беспартийная       |
| Министр миграции и убежища                                                       | Димитрис Керидис      | с 27 июня 2023 года | «Новая демократия» |
| Министр социальной сплоченности и семьи                                          | София Захараки        | с 27 июня 2023 года | «Новая демократия» |
| Министр аграрного развития и продовольствия                                      | Лефтерис Авгенакис    | с 27 июня 2023 года | «Новая демократия» |
| Министр судоходства и островной политики                                         | Милтиадис Варвициотис | с 27 июня 2023 года | «Новая демократия» |
| Министр туризма                                                                  | Ольга Кефалоянни      | с 27 июня 2023 года | «Новая демократия» |
| Министр цифрового управления                                                     | Димитрис Папастергиу  | с 27 июня 2023 года | беспартийный       |
| Министр климатических кризисов и гражданской защиты                              | Василис Кикилиас      | с 27 июня 2023 года | «Новая демократия» |
| Государственный министр                                                          | Макис Воридис         | с 27 июня 2023 года | «Новая демократия» |
| Государственный министр                                                          | Ставрос Папаставру    | с 27 июня 2023 года | «Новая демократия» |
| Государственный министр                                                          | Акис Скерцос          | с 27 июня 2023 года | «Новая демократия» |
| Заместитель министра при премьер-министре и директор канцелярии премьер-министра | Яннис Братакос        | с 27 июня 2023 года | «Новая демократия» |
| Заместитель министра при премьер-министре                                        | Танасис Кондогеоргис  | с 27 июня 2023 года | «Новая демократия» |
| Представитель правительства                                                      | Павлос Маринакис      | с 27 июня 2023 года | «Новая демократия» |